# Ein Tag mit dem Wind
Ein Tag mit dem Wind ist ein deutscher Kinderfilm von Haro Senft, gedreht im Jahr 1977, fertiggestellt und uraufgeführt im Jahr 1978. Er entstand in freier Produktion nach fünfjähriger Erfahrung des Regisseurs in der Kinderfilmproduktion und der Zusammenarbeit mit der ZDF-Serie „Rappelkiste“ und dem „Deutschen Jugendinstitut“ in München.

## Handlung
Der achtjährige Marcel verspricht seinem einsamen Hauskaninchen für den Abend ein Weibchen. Allein, ohne einen Pfennig, macht er sich auf Kaninchensuche: Zuerst will er das Geld für einen Kauf zusammenbekommen, aber Kaninchen sind teuer. Ein schrulliger Maler gibt ihm den Rat, im Wald zu suchen. Ganz selbstverständlich, ohne Angst, fährt er per Anhalter den langen Weg, trifft voller Vertrauen viele komische Freunde, besteht eine Mutprobe im finsteren Wald und übernachtet schließlich in einer Landkommune, wo man ihm ein kleines Kaninchen verspricht. Dieser eine Tag im Leben eines selbständigen Kindes wird in ruhigen, schönen Einstellungen erzählt: Marcel hat viel Zeit, guckt sich Käfer wie Menschen genau an, und er kann ganz unbefangen Kontakte knüpfen. Allerdings traut er, seine goldene Glückskugel fest umklammernd, eher den Langhaarigen, ein bisschen Ausgeflippten als den Glattrasierten-Eiligen. Haro Senft plädiert mit seinem Film für kindliche Erfahrungen und Neugier, und die ernsthafte Achtung, mit der er die Kinderwelt zeichnet, macht diesen phantasievollen Film, der alle Action-Elemente vermeidet, für Kinder und Erwachsene spannend.
(Die Zeit – 8. Juni 1979)

## Kritiken
- „Dies ist das Märchen von einem, der auszog, ein Kaninchen zu suchen, und dabei die Welt entdeckt. Ein Kindermärchen also? Ein Märchen für Erwachsene, das von einem Kinde handelt. Oder von dem Glück, das ein Kind sich noch erobern kann, während wir uns die Wege dorthin verschüttet haben. Das wir uns vielleicht doch noch erobern können, wenn wir den Glauben zurückgewinnen, dass es nicht endgültig verloren ist. Ein Film vom wieder entdeckten Paradies? Nein, von der Hoffnung, dass das Paradies nie ganz verloren war. Der Film beginnt mit dem Erwachen des achtjährigen Marcel, dem der Vater davongelaufen ist und dessen Mutter die Nacht beim Freund verbringt. Der Junge macht sich sein Frühstück selber und füttert dabei das Kaninchen, das im alten Kinderbett kampiert. Ein Kind alleingelassen in einer Welt, zu der es Vertrauen hat. Man muss von den Details berichten, denn diese Kette kleiner Episoden gibt dem Film die Farbe, die Atmosphäre. Ein Mosaik von Begebenheiten, das keine konkrete Handlung ist, in dem aber jeder Stein klar gefügt ist. Keine mimischen Bravourstücke, sondern saubere Arbeit mit Laien und unbekannten Darstellern, die Senft ‚sich entfalten‘ lässt – dabei ist der Film nicht von gewollter Kunstlosigkeit, sondern genau komponiert, bei aller Lockerheit. Seinen Glanz bekommt er aus dem Mienenspiel der Kinder, das stärker ist als ein impressionistisch malender Kameraschwenk, nur noch eingeholt wird von jenen Aufnahmen, bei denen die Kamera sich passiv verhält, die Stille der Natur einfängt. Erich Fromm fällt einem ein, sein Buch vom ‚Haben oder Sein‘. Ein Kind hat seinen Weg zum Sein gefunden.“ (Walter Fenn – Nürnberger Nachrichten – 13. Juli 1979)

- „Für Kinder und Große – Haro Senfts Film ‚Ein Tag mit dem Wind‘

Beim Festival in Giffoni hat ihn eine Kinder-Jury ausgezeichnet – und sicher finden Kinder bei Haro Senfts Ein Tag mit dem Wind einen leichteren, direkten und wohl auch sinnvolleren Einstieg. Auf den ersten Blick scheint da einfach sehr wenig zu geschehen. Senft erzählt verstörend langsam und hält seine Geschichte frei von großen Aktionen. Dann freilich wird – nicht zuletzt durch die Reaktion der Kinder im Kino – immer deutlicher, wie wohltuend die Ruhe dieses Films wirkt und wie richtig die Entscheidung des Regisseurs ist, konsequent auf jene Dramaturgie zu verzichten, die gerade in Kinderfilmen ihr Publikum oft wie mit einem Würgegriff angeht.
Senft erzählt in behutsam und sanft aneinander gereihten Episoden von einem Jungen, der seiner Einsamkeit entkommt. Ausgangspunkt ist Marcels Kaninchen, dem er ein Weibchen kaufen will, damit es nicht mehr alleine sei. Weil das Geld nicht reicht, bummelt er suchend durch die Straßen Münchens, beobachtet Leute und lernt junge Menschen kennen, die eine andere Weise der Existenz ausprobieren als jene, die wie im Schlaf geschäftig durch die Stadt ziehen. Ein kleines Mädchen, das er vom Marterpfahl befreit hat, führt ihn zu einem Maler, der ihm erklärt, dass Gefundenes manchmal schöner sei als Gekauftes. Marcel fährt per Autostop aufs Land, wandert durch die unendlich schöne Landschaft und scheint dabei immer weiter seine Augen zu öffnen. Schließlich trifft er auf eine Gruppe junger Leute, die in der Landkommune leben – und dort wird er auch das Kaninchen bekommen, das er gegen die Einsamkeit gesucht hat.
Wie weit die Kinder dabei mitbekommen, dass in dieser Geschichte und in ihrer Ästhetik Haro Senft auch seine Erfahrungen mit fernöstlicher Meditation vermittelt, ist letztlich unwichtig. Entscheidend ist die kontemplative Ruhe des Films und sein Wille zum Sehen. Senft ließ sich dabei nicht verführen, den Gegensatz zwischen Land und Stadt zu arrangieren, als wären es Himmel und Hölle. Er zeigt nur, dass die Suche nach alternativen Lebensformen und Wertvorstellungen eine sinnvolle Notwendigkeit ist.
Diese Haltung hat auch Produktionsprozeß des Films beeinflusst: Da wurde chronologisch gedreht, ohne schriftlich fixierte Dialoge. Kein großer Zwang also für die Darsteller, aber die Möglichkeit, sich einzuleben, zu entwickeln und ganz einfach zu spielen. Mit einem lächerlich geringen Budget hat Senft zudem eine bewundernswerte technische Qualität erzielt, noch selten habe ich bei von 16 auf 35 mm aufgeblasenen Kopien ein so schönes Licht und so reine Farben gesehen. Auch dies ist ein Beleg für die Liebe und die Achtung, die der Regisseur seinem Medium und damit auch dem Publikum entgegenbrachte.“ (H. G. Pflaum – Süddeutsche Zeitung – 31. Mai 1997)

## Auszeichnungen
- 8.Festival Internationale per Ragazzi 1978, Giffoni V.P. – Italien, 1. Preis „Grifone“ für den besten ausländischen Film
- FWU-Förderpreis 1978
- International Children’s Film Festival Mumbai 1979: Auszeichnung „Best Photography“[1]

## Medien
Theda Muffler-Kluth, Elke Ried: „Vorstoß in die Lebenswirklichkeit unserer Kinder“
„Medium“ 10 – Oktober 1978 – Interview